# Abraham Kuenen
Abraham Kuenen, född 16 september 1828 i Haarlem, död 10 december 1891 i Leiden, var en nederländsk teolog.
Kuenen var från 1855 professor i teologi vid universitetet i Leiden. Han skrev bland annat en historisk-kritisk undersökning av Gamla testamentets böckers uppkomst och kodifikation (tre band, 1861-65) och De godsdienst van Israel (två band, 1869-70).
Kuenen var en av de lärdaste och mest framstående forskarna på gamla testamentets område och kan jämte Julius Wellhausen sägas ha mest bidragit till att förskaffa den "Grafska hypotesens" seger inom den exegetiska vetenskapen. Sedan 1867 utgav han "Theologisch tijdschrift".